# Robert Luzarche
Robert Luzarche (* 1845; † 1871) war ein französischer Schriftsteller und Historiker.
Luzarche war ein Sohn des Bibliophilen Victoire Luzarche.
Luzarche war ein Parteigänger der Republikanischen Partei und gründete 1867 zusammen mit Alphonse Lemerre die Zeitschrift « La Gazette rimée », welche aber bereits nach fünf Ausgaben ihr Erscheinen einstellen musste. Durch den Verleger Lemerre kam Luzarche auch in Kontakt mit den Parnassiens und wird heute ebenfalls zu dieser literarischen Vereinigung gezählt.

## Werke (Auswahl)
- als Autor
  - Les excommuniés. Œuvres posthume. 1872
  - Le peuple, qui rit. Aux électeurs de Rochefort. 1869
  - Prélats et mandements. 1862
  - Une utopie électorale. Response à M. Émile Augier. 1864
- als Herausgeber
  - Urbain Grandier: Traité du célibat des prêtes
  - Armand-Jean du Plessis, duc de Richelieu: Le nouveau spectre rouge